# Julius Lothar Meyer
Julius Lothar Meyer (Varel, 19 de agosto de 1830 — Tübingen, 11 de abril de 1895) foi um químico alemão.

## Carreira
Lothar Meyer nasceu em Varel, Alemanha (então parte do Ducado de Oldenburg). Ele era filho de Friedrich August Meyer, um médico, e de Anna Biermann. Depois de frequentar o Altes Gymnasium em Oldenburg, estudou medicina na Universidade de Zurique em 1851. Dois anos depois, estudou na Universidade de Würzburg, onde estudou patologia, como aluno de Rudolf Virchow. Em Zurique, ele estudou com Carl Ludwig, o que o levou a dedicar sua atenção à química fisiológica. Depois de se formar como Doutor em Medicina em Würzburg em 1854, ele foi para a Universidade de Heidelberg, onde Robert Bunsen ocupou a cadeira de química. Em 1858, ele recebeu um Ph.D. É doutor em química pela Universidade de Breslau com uma tese sobre os efeitos do monóxido de carbono no sangue. Com esse interesse pela fisiologia da respiração, ele reconheceu que o oxigênio se combina com a hemoglobina no sangue.
Influenciado pelo ensino de matemática de Gustav Kirchhoff, ele iniciou o estudo de física matemática na Universidade de Königsberg com Franz Ernst Neumann e em 1859, após receber sua habilitação (certificação para ensino universitário), tornou-se Privatdozent em física e química no University of Breslau. Em 1866, Meyer aceitou um cargo na Academia Florestal de Eberswalde em Neustadt-Eberswalde, mas dois anos depois foi nomeado professor na Politécnica de Karlsruhe.
Em 1872, Meyer foi o primeiro a sugerir que os seis átomos de carbono no anel de benzeno (que havia sido proposto alguns anos antes por August Kekulé) estavam interconectados apenas por ligações simples, a quarta valência de cada átomo de carbono sendo direcionada para o interior do anel.
Durante a Guerra Franco-Prussiana, a Politécnica foi usada como um hospital e Meyer teve um papel ativo no cuidado dos feridos. Em 1876, Meyer tornou-se Professor de Química na Universidade de Tübingen, onde serviu até sua morte devido a um derrame em 11 de abril de 1895 aos 64 anos.

## Tabela periódica
Meyer é mais conhecido por sua participação na classificação periódica dos elementos. Ele observou, como J. A. R. Newlands fez na Inglaterra, que se os elementos fossem organizados na ordem de seus pesos atômicos, eles se encaixariam em grupos de propriedades químicas e físicas semelhantes, repetidos em intervalos periódicos. Segundo ele, se os pesos atômicos fossem plotados como ordenadas e os volumes atômicos como abscissas - a curva obtinha uma série de máximos e mínimos - os elementos mais eletropositivos apareciam nos picos da curva na ordem de seus pesos atômicos.

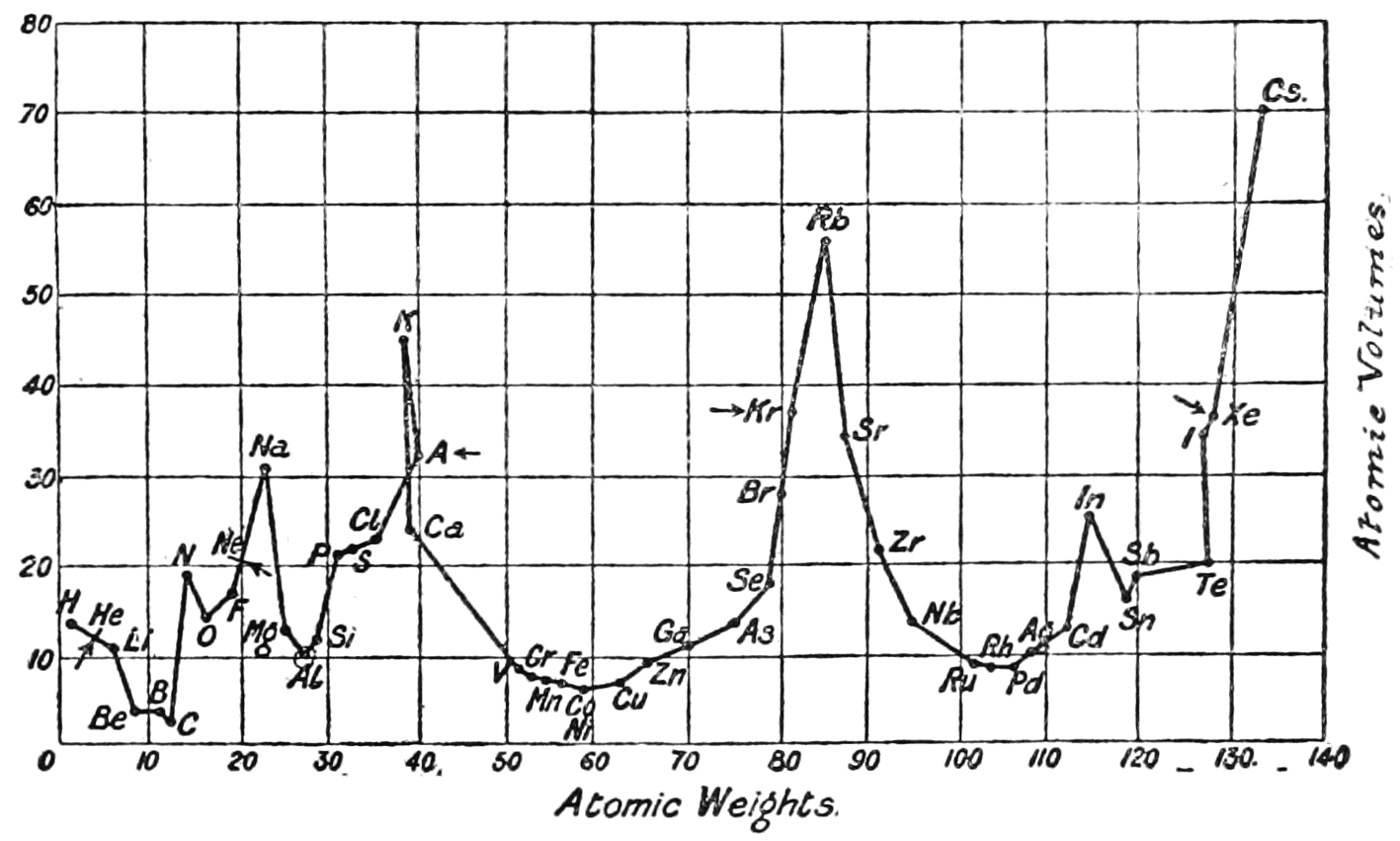
Um gráfico semelhante de uma edição de 1901 da revista PopSci. (Os gases nobres marcados com flechas não foram descobertos na época de Meyer.)

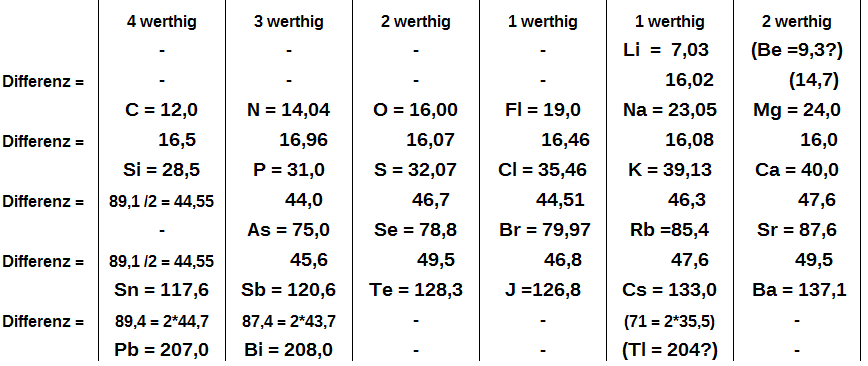
Tabela periódica de Lothar Meyer, publicada em "Die modernen Theorien der Chemie" (1864)

Seu livro, Die modernen Theorien der Chemie, que ele começou a escrever em Breslau em 1862 e que foi publicado dois anos depois, continha uma versão inicial da tabela periódica contendo 28 elementos, classificados em seis famílias por sua valência - pela primeira vez, os elementos foram agrupados de acordo com sua valência. Trabalha na organização dos elementos por peso atômico, até então frustrado pelo uso generalizado de pesos equivalentes para os elementos, ao invés de pesos atômicos.
Publicou artigos sobre tabela de classificação dos elementos na forma horizontal (1864) e na forma vertical (1870), em que a série de períodos é devidamente finalizada por um elemento do grupo dos metais alcalino-terrosos.
Em 1869, Dmitri Mendeleev publicou uma tabela periódica de todos os elementos conhecidos naquela época (mais tarde ele previu vários novos elementos para completar a tabela e corrigiu alguns pesos atômicos). Poucos meses depois, Meyer publicou um artigo que incluía uma versão revisada de sua tabela de 1864 que agora incluía praticamente todos os elementos conhecidos, que era semelhante à tabela publicada por Mendeleev:
| I | II | III | IV          | V  | VI       | VII                            | VIII     | IX |
| | B  | Al  |             |    |          | ?In{\displaystyle ^{\dagger }} |          | Tl |
| | C  | Si  | Ti          |    | Zr       | Sn                             |          | Pb |
| | N  | P   | V           | As | Nb       | Sb                             | Ta       | Bi |
| | O  | S   | Cr          | Se | Mo       | Те                             | W        |    |
| | F  | Cl  | Mn Fe Co Ni | Br | Ru Rh Pd | I                              | Os Ir Pt |    |
| Li | Na | K   | Cu          | Rb | Ag       | Cs                             | Au       |    |
| ?Be{\displaystyle ^{\dagger }} | Mg | Ca  | Zn          | Sr | Cd       | Ba                             | Hg       |    |
| {\displaystyle ^{\dagger }} Os pontos de interrogação indicam que os pesos atômicos foram conjecturados com base nos pesos equivalentes. |    |     |             |    |          |                                |          |    |

Meyer desenvolveu sua tabela periódica mais completa de forma independente, mas reconheceu a prioridade de Mendeleev. Incluído no artigo de Meyer estava um gráfico de linhas de volumes atômicos em função dos pesos atômicos, mostrando graficamente a periodicidade dos elementos. Como Mendeleev, ele também incluiu previsões de elementos futuros, mas ao contrário de Mendeleev não enfatizou essas previsões nem sugeriu detalhes das propriedades físicas e químicas dos elementos futuros.
Em 1882, tanto Meyer quanto Mendeleev receberam a Medalha Davy da Royal Society em reconhecimento por seu trabalho na Lei Periódica.
O mineral lotharmeyerita, Ca (Zn, Mn+3)2(AsO4)2· 2(H2O, OH), foi descoberto em 1983 e batizada em reconhecimento ao trabalho de Meyer sobre a Lei Periódica. A localidade-tipo é a mina Ojuela, Mapimí, Durango, México. Quatro minerais intimamente relacionados foram descritos desde 1983: ferrilotharmeyerita, Ca (Fe+3, Zn)2(AsO4)2· 2(OH, H2O) (1992);  cobaltlotharmeyerita, Ca (Co, Fe+3, Ni)2(AsO4)2· 2(H2O, OH) (1997);  niquelotharmeyerita, Ca (Ni, Fe+3, Co)2(AsO4)2· 2(H2O, OH) (1999);  e manganlotharmeyerita, CaMn 3+2(AsO4)2(OH)2 (2002).